# Sirtaki

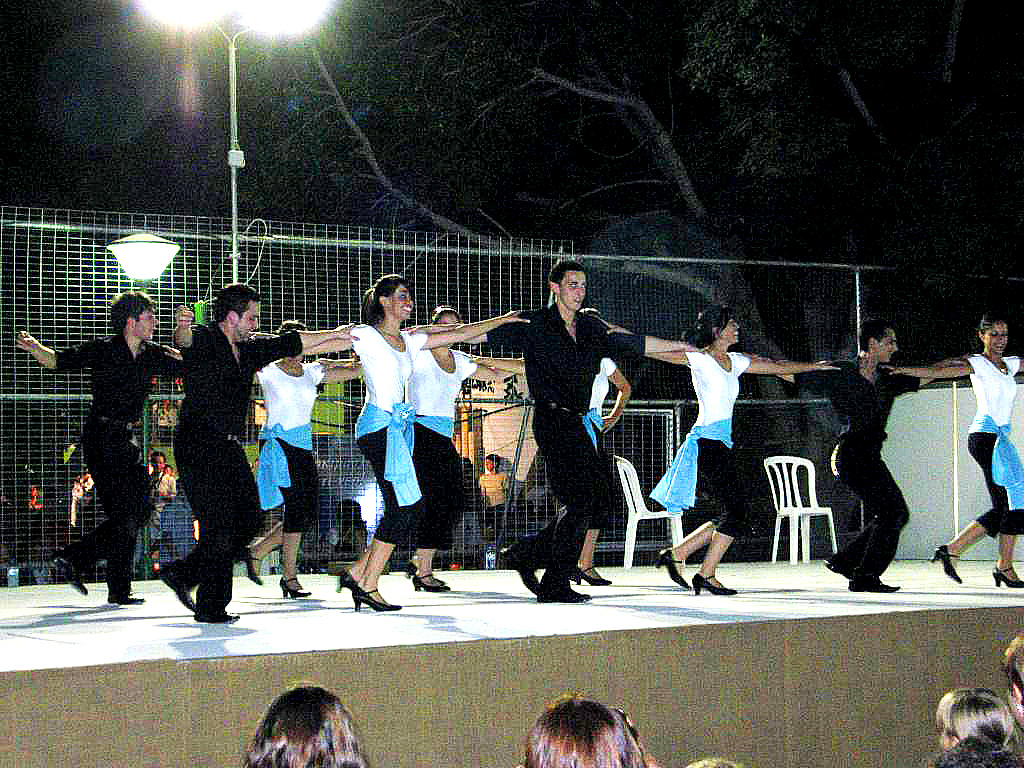
Ballerini che danzano il sirtaki ad un festival a Limassol, sull'isola di Cipro, nel 2006

Il sirtaki (in greco συρτάκι?) è una danza popolare d'origine greca. Al contrario di ciò che è comunemente pensato, non si tratta di un'autentica danza tradizionale ma di una creazione originale del compositore Mikīs Theodōrakīs, che la ideò appositamente per il film Zorba il greco di Michael Cacoyannis nel 1964, integrando e rielaborando due versioni, una normale e un'altra più lenta, della danza tradizionale greca hasapiko (in greco: χασάπικος). Questo ballo, così come la sua musica, viene per questo motivo chiamato anche danza di Zorba. 
Nonostante la sua nascita tutto sommato recente, il sirtaki è una delle principali attrazioni culturali della Grecia; il brano musicale di accompagnamento raggiunse la prima posizione in classifica per quattro settimane nel 1965 in Italia ed in Austria, la quarta in Norvegia, la sesta nei Paesi Bassi e la settima in Germania, e ancora oggi viene spesso eseguito o riprodotto come espressione culturale tipica nei ristoranti greci di tutto il mondo.
L'etimologia della denominazione è rintracciabile nel termine greco syrtos, che indica tradizionalmente tutte le danze popolari che prevedano azioni di "mescolamento" dei partecipanti, in opposizione al pidiktos, che indica invece le danze saltellanti, sebbene lo stesso sirtaki sia composto sia da elementi syrtos, nelle parti più lente, sia da elementi pidiktos, nelle fasi più rapide.
Caratteristica principale della danza e della musica d'accompagnamento è un ritmo inizialmente lento e sincopato che va via via accelerando.

## Coreografia e metrica
Il sirtaki si balla in formazione lineare o a cerchio con le mani sulle spalle del vicino. La formazione in linea è ritenuta più tradizionale.
Il metro è di 4/4, con andamento crescente, e spesso la battuta viene modificata in 2/4 nelle parti più veloci. Siccome il brano di sottofondo ha un inizio lento per poi gradualmente accelerare, la danza inizia con movimenti lenti e armoniosi e passi che non si distaccano molto dal suolo, che poi si trasformano gradualmente in azioni più veloci, spesso anche salti e balzi.